# Ivano-Frankivsk
Ivano-Frankivsk (ukrainska: Івано-Франківськ uttal (fil), fram till 1962 Станиславів, Stanyslaviv; polska: Iwano-Frankowsk, tidigare Stanisławów; ryska: Ивано-Франковск: Ivano-Frankovsk, från 1939 Станисла́вов, Stanislavov; tyska: Stanislau (före första världskriget); jiddisch: סטאַניסלעװ, Stanislev) är en stad i västra Ukraina. Den är administrativ huvudort i Ivano-Frankivsk oblast. Folkmängden uppgick till 238 196 invånare i början av 2022.
Staden grundades år 1662. Den upprättades som en fästning för att beskydda det Polsk-litauiska samväldet från tatarernas invasioner samt angrepp från osmanska och ryska styrkor. Under renässansen byggdes staden om från grunden och fick namnet Lilla Leopolis. Staden var också ett viktigt centrum för armenisk kultur i Polen.
Efter Polens tredje delning blev staden en del av Österrike och därefter del av kronlandet Galizien. År 1919 blev det stora sammandrabbningar mellan polacker och ukrainare i staden. Efter Versaillesfreden där Polen återuppstod blev staden återigen en del av Polen och huvudstad i Stanisławóws vojvodskap. År 1939 ockuperades den av sovjetiska trupper och blev en del av den ukrainska sovjetrepubliken som en del av den tysk-sovjetiska uppdelningen av Polen. Enligt uppgörelsen i Jalta i slutet av andra världskriget hamnade denna del av Polen i den del som överfördes till sovjetiskt territorium.
Namnet Ivano-Frankivsk fick staden efter den ukrainske författaren Ivan Franko år 1962.

## Personer från Ivano-Frankivsk
- Jurij Andruchovytj (född 1960), författare, poet och översättare
- Arthur F. Burns (1904–1987), ekonom
- Zbigniew Cybulski (1927–1967), skådespelare
- Svetlana Aleksijevitj (född 1948), Nobelpristagare i litteratur 2015.

## Galleri

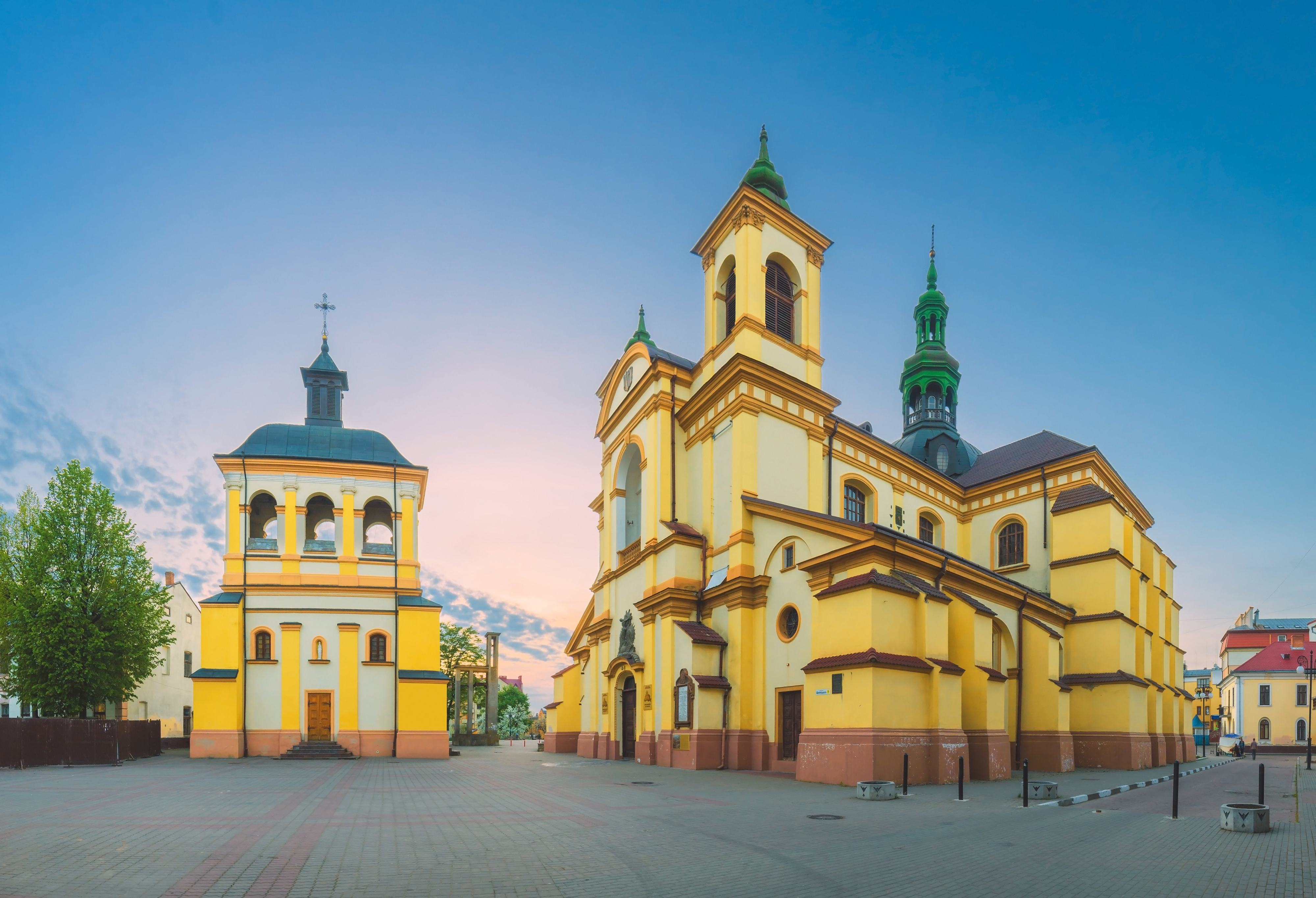
Jungfru Mariakyrkan, som numera används som konstmuseum.
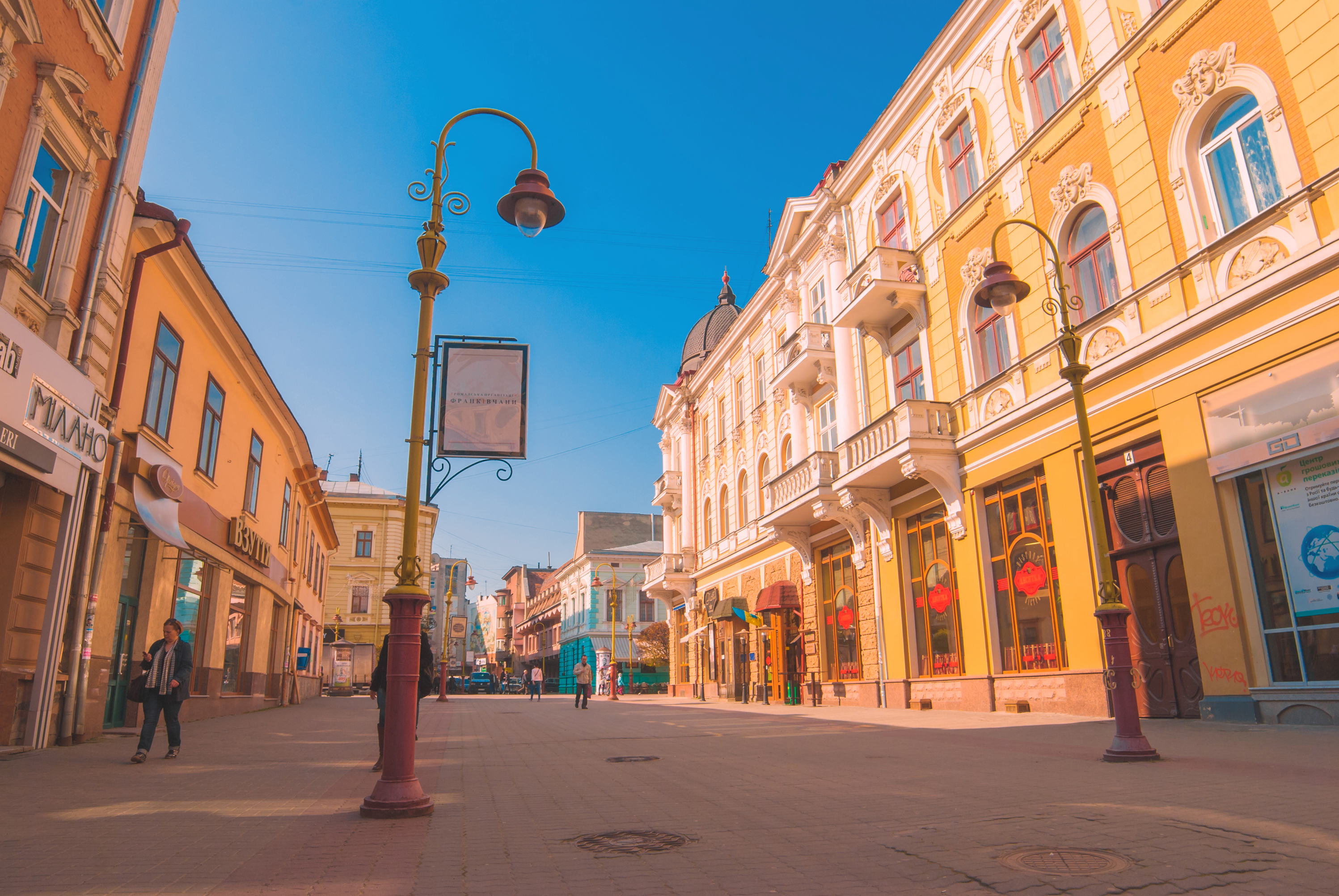
Affärsgata.
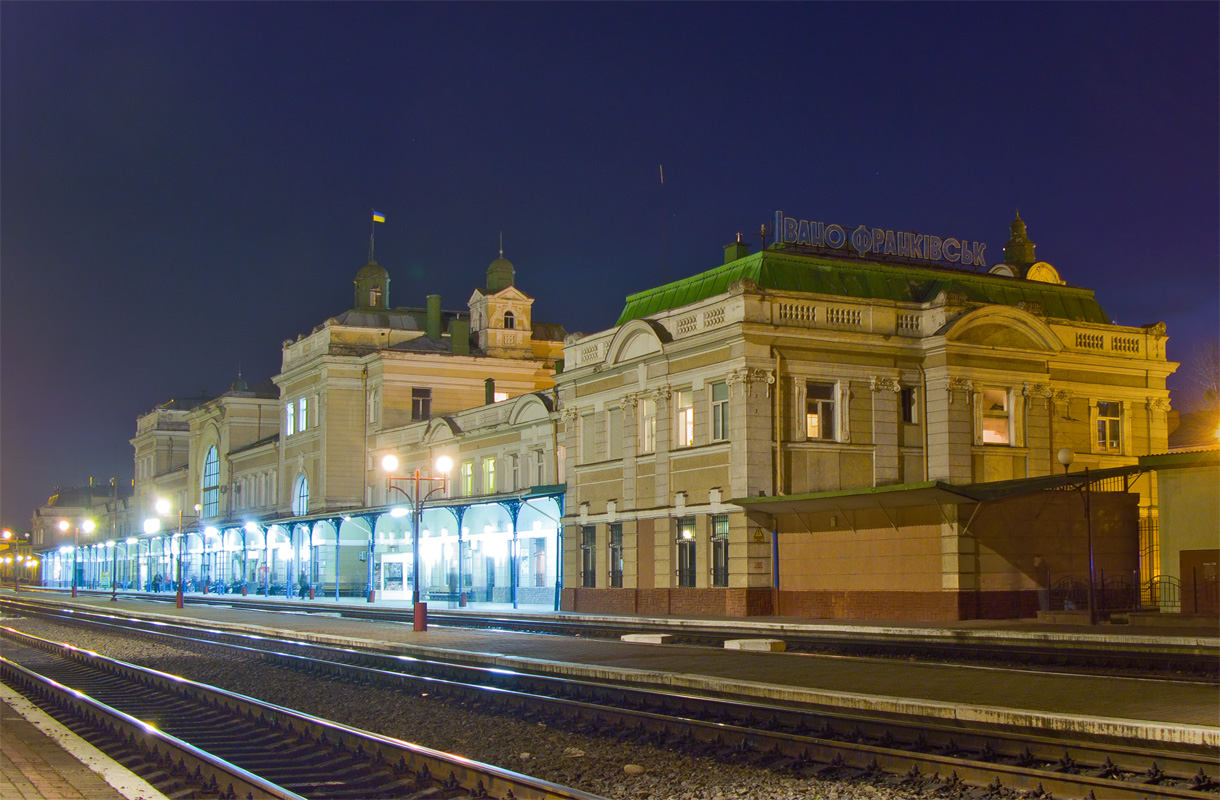
Järnvägsstationen.